# Ligne U1 du métro de Munich
La ligne U1 du métro de Munich, est une ligne longue de 12,185 kilomètres, dont 2,8 kilomètres de section commune avec la ligne U2, du métro de Munich.

## Caractéristiques

### Ligne
La ligne U1 est longue de 12,185 kilomètres, dont 2,8 kilomètres de tronc commun avec la ligne U2,.

### Liste des stations
La ligne comporte 15 stations :
|  |   |  | Station                 | Secteur                      | Correspondances. |
|  | - |  | ----------------------- | ---------------------------- | --- |
|  | ■ |  | Olympia-Einkaufszentrum | Moosach                      | (U3) · (U7) |
|  | • |  | Georg-Brauchle-Ring     | Moosach                      | (U7) |
|  | ■ |  | Westfriedhof            | Moosach                      | tramway de Munich lignes 20 et 21 |
|  | • |  | Gern                    | Neuhausen-Nymphenburg        | (U7) |
|  | ■ |  | Rotkreuzplatz           | Neuhausen-Nymphenburg        | tramway de Munich ligne 12 |
|  | • |  | Maillingerstraße        | Neuhausen-Nymphenburg        | (U7) |
|  | ■ |  | Stiglmaierplatz         | Maxvorstadt                  | tramway de Munich lignes 20, 21 et 29. |
|  | ■ |  | Munich-Hauptbahnhof     | Ludwigsvorstadt-Isarvorstadt | trains grandes lignes, moyennes distances et S-Bahn (via gare centrale de Munich) tramway de Munich lignes 16, 17, 18, 19, 20, 27, 28, 29, N17, N19, N20, N27. |
|  | ■ |  | Sendlinger Tor          | Altstadt-Lehel               | tramway de Munich lignes 16, 17, 18, 27, 28, N17 et N27. |
|  | ■ |  | Fraunhoferstraße        | Ludwigsvorstadt-Isarvorstadt | tramway de Munich lignes 18 et 27. |
|  | ■ |  | Kolumbusplatz           | Au-Haidhausen                | (U2) · (U7) · (U8) |
|  | • |  | Candidplatz             | Untergiesing-Harlaching      | |
|  | ■ |  | Wettersteinplatz        | Untergiesing-Harlaching      | tramway de Munich lignes 25 et N27. |
|  | • |  | St.-Quirin-Platz        | Obergiesing                  | |
|  | ■ |  | Mangfallplatz           | Untergiesing-Harlaching      | |